# Raorchestes sahai
Espèce
Synonymes
- Philautus sahai Sarkar & Ray, 2006
- Pseudophilautus sahai (Sarkar & Ray, 2006)

Statut de conservation UICN

 DD  : Données insuffisantes
Raorchestes sahai est une espèce d'amphibiens de la famille des Rhacophoridae.

## Répartition
Cette espèce est endémique de l'État de l'Arunachal Pradesh en Inde. Elle se rencontre dans le district de Changlang.

## Étymologie
Cette espèce est nommée en l'honneur de Subhendu Sekhar Saha.

## Publication originale
- Sarkar & Ray, 2006 : Amphibia. Fauna of Arunachal Pradesh, Zoological Survey of India, vol. 4, p. 285-316.